# Famille de Châteauneuf-Randon
Pour les articles homonymes, voir Famille de Châteauneuf (homonymie).
La famille de Châteauneuf-Randon, remontant au XIe siècle, est l'une des plus anciennes familles de la noblesse française subsistante, originaire de Châteauneuf-Randon dans l'actuelle département de la Lozère.
L'une de ses branches dite de Joyeuse connut au XVIe siècle une ascension fulgurante à la Cour de France où Anne de Joyeuse fut le premier gentilhomme du royaume de France.
Une autre de ses branches fut la famille d'Apchier. 

## Histoire
Gustave Chaix d'Est-Ange écrit que le premier membre connu de cette famille est Guillaume, damoiseau chevalier, seigneur de Châteauneuf-Randon et autres fiefs en 1050.
De cette famille sont issues la famille d'Apchier et la maison de Joyeuse.
Seule subsiste de nos jours la branche de Châteauneuf-Randon du Tournel qui est membre de l'association d'entraide de la noblesse française[réf. nécessaire].

## Personnalités
- Almodie de Châteauneuf-Randon, connu sous le nom Almucs de Castelnou (1190-????), trobairitz.
- Alexandre Paul Guérin de Châteauneuf-Randon du Tournel (1757-1827), député de la noblesse du Gévaudan aux États généraux de 1789, député sous la Convention, général de brigade, préfet. A voté pour la mort du roi Louis XVI.

## Alliances
Les principales alliances de la famille de Châteauneuf-Randon sont[réf. nécessaire] : de Polignac (XIIIe siècle), de Roquefeuil (1477), d'Uzès (1485), Grimaldi (1533).
Le mariage de Bérenger de Roquefeuil et d'Anne du Tournel, fille de Pierre Guérin du Tournel et de Louise de Crussol, première dame d'atours de la reine est célébré le 20 septembre 1477, au château d'Amboise[réf. nécessaire].

## Armes, blasons, devises
| Image              | Blasonnement et devise                                                                      |
| ------------------ | ------------------------------------------------------------------------------------------- |
| Châteauneuf-Randon | Châteauneuf-Randon : D’or à trois pals d'azur, au chef de gueules. Devise : « Deo juvante » |